# Фрезан
Фрезан (фр. Fraisans) насеље је и општина у источној Француској у региону Франш-Конте, у департману Јура која припада префектури Доле.
По подацима из 2011. године у општини је живело 1232 становника, а густина насељености је износила 72,9 становника/km². Општина се простире на површини од 16,9 km². Налази се на средњој надморској висини од 220 метара (максималној 279 m, а минималној 209 m).

## Демографија
| 1962. | 1968. | 1975. | 1982. | 1990. | 1999. | 2011. |
| ----- | ----- | ----- | ----- | ----- | ----- | ----- |
| 996   | 1.026 | 1.078 | 1.108 | 1.089 | 1.240 | 1.232 |

График промене броја становника у току последњих година